# هارنلی
هارنلی (به لاتین: Hörnli) یک کوه در سوئیس است که در کانتون زوریخ واقع شده‌است. هارنلی ۱٬۱۳۳ متر بالاتر از سطح دریا واقع شده‌است.